# Reazione avversa a farmaco
Una reazione avversa da farmaco (ADR, Adverse Drug Reaction in inglese) è un effetto nocivo e non voluto conseguente all’uso di un medicinale.
Il processo di monitoraggio e segnalazione di reazioni avverse a farmaci prende il nome di farmacovigilanza. La valutazione della gravità dei fenomeni, del rischio per la popolazione e delle responsabilità legate alla produzione, all'autorizzazione alla vendita e diffusione, e alla somministrazione possono portare al ritiro del farmaco, alla sospensione delle autorizzazioni alla diffusione, fino all'apertura di procedimenti legali contro i responsabili.

## Definizione

### La definizione dell'OMS
Nel 1978, l'OMS con lo scopo di uniformare e armonizzare la terminologia fra i vari Paesi; definì la ADR come "una risposta a un farmaco che è nociva e non intenzionale, e che si verifica alle dosi normalmente utilizzate nell'uomo per la profilassi, diagnosi o terapia di una malattia, o per la modifica di funzione fisiologica". Sempre l'OMS distinse poi la «reazione avversa inaspettata» come “una reazione avversa, la cui natura o severità non è in accordo con quanto riportato sul foglietto illustrativo e con l'autorizzazione rilasciata per la sua commercializzazione, o inaspettata in base alle caratteristiche del farmaco”.
Fuori dall'Unione Europea la definizione più utilizzata è ancora quella pubblicata nel 1978 dall'OMS, che a chiarimento ha aggiunto "un ADR è un danno causato direttamente dal medicinale a dosi normali, durante il normale utilizzo".
Il termine “effetto avverso a farmaci” per l'OMS è intercambiabile con “reazione avversa a farmaci”.
Sempre per uniformare a livello mondiale i termini relativi alla sicurezza dei medicinali l'OMS ha definito poi:
- Effetto collaterale: qualsiasi effetto indesiderato di un prodotto farmaceutico che si verifica a dosi normali nell'uomo che è correlato alle proprietà farmacologiche del medicinale. Tale effetto può essere positivo o negativo. Tali effetti possono essere ben noti e persino previsti e possono richiedere poco o nessun cambiamento nella gestione del paziente.
- Effetto avverso grave: qualsiasi evento medico spiacevole che, a qualsiasi dose, può portare a morte, richiede il ricovero ospedaliero o il prolungamento della degenza ospedaliera esistente, risulta persistente o disabilità o incapacità significativa, o è in pericolo di vita.
- Evento avverso da farmaco: qualsiasi evento medico spiacevole che può essere presente durante il trattamento con un medicinale ma non ha necessariamente una relazione causale con questo trattamento, cioè un esito avverso che si verifica mentre il paziente sta assumendo il medicinale ma non è, oppure non è necessariamente, ad esso imputabile.

### Nell'Unione europea
Le definizioni adottate nei paesi aderenti all'OMS escludevano dunque eventuali reazioni conseguenti ad un utilizzo del farmaco non conforme alle indicazioni presenti nel riassunto delle caratteristiche del prodotto.
L'attuale definizione nella UE, nell'ambito del rafforzamento del quadro giuridico per la sorveglianza dei medicinali, con regole volte ad agevolare l’iter delle procedure per far fronte ai problemi di sicurezza dei medicinali implica la manifestazione del fenomeno in relazione a: 
- utilizzo conforme alle indicazioni contenute nell'autorizzazione all'immissione in commercio (AIC) del farmaco;
- errori terapeutici;
- utilizzo non conforme alle indicazioni contenute nell'autorizzazione all'immissione in commercio quali sovradosaggio, uso improprio o abuso del medicinale;
- reazione associata all'esposizione per motivi professionali.

L'attuale definizione è stata introdotta a livello della comunità Europea nel 2010 dalla Direttiva Europea 2010/84/EU e dal Regolamento UE 1235/2010 con pubblicazione sulla Gazzetta ufficiale Europea L 348 del 31 dicembre 2010.
Ne deriva dunque che, nella UE, anche eventuali reazioni avverse a farmaco conseguenti ad un utilizzo off-label del medicinale, così come un sovradosaggio di farmaco anche autoinflitto a scopo autolesivo, vadano considerate e segnalate alle autorità competenti come ADR. È inoltre obbligo deontologico per tutti gli operatori sanitari segnalare le eventuali ADR gravi, così come è buona pratica segnalare anche le eventuali reazioni non gravi, in modo da permettere alle autorità regolatorie, quali l'Agenzia italiana del farmaco e l'Agenzia europea per i medicinali, di effettuare una corretta valutazione del profilo di sicurezza e efficacia dei farmaci. 
Con la nuova legislazione viene inoltre data la possibilità di segnalare eventuali reazioni avverse anche al cittadino mediante la compilazione di un'apposita scheda di segnalazione scaricabile da internet.

## Epidemiologia
Da dati FDA pubblicati nel 2000 e riferiti ai soli USA sono stati stimati dai 44'000 ai 98'000 decessi/anno dovuti a errori medici di cui 7'000 dovuti nello specifico a reazioni avverse a farmaco. D'altro canto altri studi effettuati su pazienti statunitensi ospedalizzati hanno evidenziato come una quota stimata del 6,7% di essi abbia avuto un ADR grave quale causa dell'ospedalizzazione o durante la degenza stessa. Assumendo la plausibilità di queste ultimi dati sono stati stimati circa 2'216'000 casi di ADR gravi in pazienti ospedalizzati per una quota stimata di 106'000 morti/anno, il che pone le reazioni avverse a farmaco al quarto posto come causa di morte in USA davanti a malattie respiratorie, AIDS, diabete e incidenti d'auto. È stato inoltre stimato un costo di circa 135 miliardi di dollari/anno associati alle ADR, superando così le stime per il costo annuale per gli USA legato patologie quali diabete e malattie cardiovascolari.

## Patogenesi
Le reazioni avverse sono un insieme di manifestazioni cliniche dovute a reazioni imprevedibili dell'organismo. Possono insorgere con meccanismi di:
- Intolleranza: effetto qualitativamente normale, ma quantitativamente esagerato
- Farmacoidiosincrasia
- Allergia e reazione pseudoallergica (manifestazioni analoghe a quelle allergiche, ma sostenute da meccanismi non immunologici)

Soltanto un piccolo numero di farmaci è dotato di caratteristiche immunogeniche (ad esempio gli antisieri eterologi e l'insulina), poiché solitamente i farmaci hanno peso molecolare inferiore ad 1kD. Per evocare una risposta immunologica devono essere coniugati con macromolecole, formando un antigene adeguato; il fenomeno è detto aptenizzazione.
Le reazioni pseudoallergiche possono manifestarsi in maniera indistinguibile da quelle allergiche, mediate da Ig-E. La caratteristica peculiare è però la capacità di dare una reazione avversa anche alla prima somministrazione di un farmaco.
Tra i meccanismi patogenetici vi sono:
- Liberazione di mediatori dai mastociti e basofili
- Attivazione del complemento e formazione di anafilotossine
- Aumento della produzione di leucotrieni a discapito delle prostaglandine
- Inibizione della degradazione della bradichinina

## Classificazioni

### in base alla frequenza
secondo la tabella redatta dal  Council for International Organizations of Medical Sciences
| Frequenza ADR               | N. casi /N. esposti  | Esempi                                                                                        |
| Molto frequente             | >1/10                | Edema da glitazoni, ipoglicemia da antidiabetici orali, disturbi gastrointestinali da FANS    |
| Frequente                   | >1/100 – <1/10       | Mialgia da statine                                                                            |
| Non frequente (occasionale) | >1/1.000 – <1/100    | Miopatia da statine, ipotensione ortostatica da alfa-bloccanti.                               |
| Rara                        | >1/10.000 – <1/1.000 | Rabdomiolisi da statine, perdita dell’udito da fluorochinoloni                                |
| Molto rara                  | <1/10.000            | Rottura del tendine di Achille da fluorochinoloni,osteonecrosi della mandibola da bifosfonati |

### In base al tempo
Una classificazione può essere fatta in base al tempo di latenza tra l'assunzione del farmaco e la comparsa del quadro clinico:
- Immediata: entro 1 ora
- Accelerata: tra 1 ora e 71 ore
- Ritardata: oltre 3 giorni

### In base al meccanismo patogenetico
- Immunologico
  - IgE mediate
  - Citolitiche o citotossiche
  - Da immunocomplessi
  - Cellulo-mediate
- Non immunologico
  - Reazioni pseudoallergiche (PAR)

### In base alla natura
Secondo una classificazione proposta da Rawling e Thomson nel 1977 e sviluppata da Aronson e Edwards nel 2000:
| TIPO DI REAZIONE | CARATTERISTICHE | METODOLOGIE PER L’IDENTIFICAZIONE | ESEMPI |
| TIPO A (Augmented) reazioni dose-dipendenti connesse all'azione farmacologica del medicinale. Sono di norma le più frequenti, prevedibili e spesso evitabili aggiustando il dosaggio del farmaco.                 | Nota prima dell’immissione in commercio del farmaco Prevedibile Riproducibile sperimentalmente Comune, dall'OMS sono considerati effetti collaterali Correlata alle caratteristiche farmacologiche del farmaco, possono rappresentare un eccesso dell’azione farmacologica (es. cefalea da nitroderivati, secchezza delle fauci da antimuscarinici) o di una attività secondaria (es. diarrea da penicilline, costipazione da oppiacei) Bassa mortalità | Trial clinici (fase III e IV) Studi di follow up Studi sperimentali Monitoraggio di eventi di prescrizione Rapporti aneddotici e spontanei                         | Sedazione da antistaminici H1 Ipokalemia da diuretici Ototossicità da aminoglicosidi Sanguinamenti da warfarina                                                                                                 |
| TIPO B (Bizzarre) reazioni dose-indipendenti e indipendenti dall'azione farmacologica del medicinale. Sono per lo più reazioni su base allergica o idiosincratica e, in quanto tali, inevitabili e imprevedibili. | Difficile da identificare prima dell’immissione in commercio del farmaco, Imprevedibile, spesso di natura idiosincrasica Rara Non correlata alle caratteristiche farmacologiche del farmaco. Alta mortalità | Segnalazione spontanea Monitoraggio di eventi di prescrizione Studio e sorveglianza caso-controllo Banca dati a morbidità e farmaco-utilizzazione e record linkage | Shock anafilattico da penicilline Idiosincrasie Ipertermia maligna da anestetici nefrite interstiziale da FANS                                                                                                  |
| TIPO C (Chronic) reazioni dipendenti dall'utilizzo cronico di un farmaco o dal suo accumulo nell'organismo del paziente                                                                                           | Può essere talvolta difficile dimostrare la coincidenza e la causalità, La tardiva insorgenza della malattia può rendere difficile riconoscerla come una patologia causata dal farmaco. Dose e tempo dipendenti Rara Associata a fenomeni di accumulo del farmaco Grave e persistente | Studi caso controllo Studi di follow-up Banca dati a morbidità e farmaco-utilizzazione e record linkage Monitoraggio di eventi di prescrizione per lungo periodo.  | Discinesia tardiva da un uso protratto di neurolettici Inibizione asse ipotalamo-ipofisi-surrene da cortisonici Sordità da aminoglicosidi aumentata incidenza di tumori al seno indotta da contraccettivi orali |
| TIPO D (Delayed) reazioni ad insorgenza tardiva e ritardata rispetto alla terapia farmacologica imputata come causa dell'ADR.                                                                                     | Rara Normalmente dose-dipendente Si manifesta a distanza di tempo dalla sospensione del farmaco | Studi caso controllo Studi di follow-up Banca dati a morbidità e farmaco-utilizzazione e record linkage                                                            | Teratogenesi (talidomide, farmaci antitumorali) Carcinogenesi (estrogeni) linfoma da farmaci immunosoppressivi                                                                                                  |
| TIPO E (End of use) reazioni da sospensione dell'assunzione del farmaco. | Sono reazioni poco frequenti e causate dalla sospensione brusca della assunzione del farmaco In genere si verificano quando il trattamento con il farmaco è stato sufficientemente prolungato da determinare meccanismi di dipendenza fisica | Studi caso controllo Studi di follow-up Banca dati a morbidità e farmaco-utilizzazione e record linkage                                                            | Astinenza da oppiacei Ischemia cardiaca da sospensione di b-bloccanti Ipertensione da sospensione di clonidina insonnia o convulsioni da sospensione di benzodiazepine                                          |
| TIPO F (Failure) fallimento terapeutico e inefficacia della terapia farmacologica. | Comune Dose-dipendente Le cause più frequenti di questo insuccesso sono: a) le interazioni tra farmaci b) gli errori nel processo di produzione di un lotto di farmaco c) i polimorfismi genetici influenzanti la farmacocinetica o la farmacodinamica | | Antiepilettici Anticoncezionali b2 stimolanti ridotto effetto anticoagulante dall’uso associato di warfarina e carbamazepina                                                                                    |

### In base alla suscettibilità
Le reazioni avverse si presentano nei soggetti suscettibili. Le cause di diversa risposta ai farmaci che causano ADR sono molte e tante sono quelle ancora sconosciute. Queste includono la variabilità genetica, l’età, il sesso, variazioni fisiologiche, fattori esogeni e malattie.
| Causa di alterata sensibilità al farmaco | Esempi                                                                               | Conseguenze                                                               |
| Genetica                                 | Porfiria                                                                             | Importante lo screening Evitare farmaci specifici                         |
| Genetica                                 | Sensibilità alla succinilcolina                                                      | Importante lo screening Evitare farmaci specifici                         |
| Genetica                                 | Ipertermia maligna                                                                   | Importante lo screening Evitare farmaci specifici                         |
| Genetica                                 | Polimorfismo dell’isoenzima CYP                                                      | Importante lo screening Evitare farmaci specifici                         |
| Età                                      | Neonati (cloramfenicolo)                                                             | Aggiustare le dosi secondo l’età                                          |
| Età                                      | Anziani (ipnotici)                                                                   | Aggiustare le dosi secondo l’età                                          |
| Sesso                                    | Intossicazione da alcool                                                             | Utilizzare dosi differenti nei due sessi                                  |
| Sesso                                    | Effetti neuropsichiatrici da meflochina                                              | Utilizzare dosi differenti nei due sessi                                  |
| Sesso                                    | Tosse da ACE inibitori                                                               | Utilizzare dosi differenti nei due sessi                                  |
| Sesso                                    | Sindrome simil-lupus                                                                 | Utilizzare dosi differenti nei due sessi                                  |
| Alterazioni fisiologiche                 | Uso di fenitoina in gravidanza                                                       | Evitare o modificare la dose                                              |
| Fattori esogeni                          | Interazioni tra farmaci                                                              | Evitare la cosomministrazione o modificare la dose                        |
| Fattori esogeni                          | Interazioni con il cibo (es. succo di pompelmo con farmaci metabolizzati dal CYP3A4) | Evitare la cosomministrazione o modificare la dose                        |
| Patologie                                | Insufficienza renale (es. litio)                                                     | Importante lo screening Evitare farmaci specifici Utilizzare dosi ridotte |
| Patologie                                | Cirrosi epatica (es. morfina)                                                        | Importante lo screening Evitare farmaci specifici Utilizzare dosi ridotte |

## Clinica
Le manifestazioni cliniche delle reazioni avverse sono estremamente varie.

### ADR immuno-mediate
Tipiche manifestazioni cliniche delle reazioni avverse immuno-mediate sono:
Manifestazioni sistemiche: 
- Anafilassi
- Febbre da farmaci
- Vasculiti
- Malattie autoimmuni

Manifestazioni localizzate:
Cute e mucose:
- Orticaria e Angioedema
- Esantemi
- Eritema fisso da farmaco
- Eritema polimorfo - Necrolisi epidermica tossica - Sindrome di Stevens-Johnson
- Dermatite esfoliativa
- Dermatite da contatto
- Eritrodermia
- Reazioni fotoallergiche

Sangue:
- Eosinofilia
- Anemia aplastica
- Agranulocitosi
- Piastrinopenia

Rene:
- Nefropatia tubulointerstiziale

Fegato:
- Epatiti

Polmone:
- Asma
- Fibrosi interstiziale
- Polmonite eosinofila

Cuore:
- Pericardite
- Miocardite

## ADR per interazioni farmacologiche
Le reazioni avverse a seguito di interazioni farmacologiche possono manifestarsi in tutti i gradi di gravità e tipo, ad esempio ridotto assorbimento delle tetracicline se somministrate con calcio, tossicità da fenitoina quando somministrata in associazione con fluconazolo, tossicità da digossina quando somministrata con furosemide.

## Embrio- e feto-tossicità
La embrio- e feto-tossicità è la capacità di un farmaco, somministrato a una gestante, di provocare malformazioni sia macroscopiche sia funzionali nel feto; il tipo di malformazione dipende dal periodo dell’esposizione.
Non esiste un classificazione del rischio teratogeno armonizzata e diversi paesi stanno utilizzando una loro classificazione.
Molto utilizzata la classificazione redatta dal Australian Drug Evaluation Committee dove il rischio è suddiviso in 7 classi dalla A (Alta frequenza di assunzione da parte di donne incinte e in età fertile: non è stato rilevato un aumento provato di malformazioni o effetti tossici diretti e indiretti sul feto) alla X (Farmaci con rischio elevato di causare danni permanenti al feto: se ne sconsiglia fortemente l'utilizzo durante la gravidanza o quando è possibile che si sia incinta.)